# ويليام لافي
ويليام لافي (بالإنجليزية: William Levy)‏ هو مؤلف وصحفي وكاتب أمريكي، ولد في 10 يناير 1939.